# Myrina nyasae
Myrina nyasae är en fjärilsart som beskrevs av Talbot 1935. Myrina nyasae ingår i släktet Myrina och familjen juvelvingar. Inga underarter finns listade i Catalogue of Life.